# Songs from the Silver Screen
Songs from the Silver Screen è il quarto album discografico in studio della cantante statunitense Jackie Evancho, pubblicato nel 2012. 

## Il disco
Il disco dell'allora dodicenne cantante emersa grazie al programma televisivo America's Got Talent si compone di molti brani presenti in film classici della Disney. La produzione è di Bill Ross, che ha curato anche gli arrangiamenti, e di Humberto Gatica. 

## Tracce
1. Pure Imagination – 5:08 (Anthony Newley, Leslie Bricusse)
2. The Music of the Night – 5:03 (Andrew Lloyd Webber, Charles Hart, Richard Stilgoe)
3. Can You Feel the Love Tonight – 4:22 (Elton John, Tim Rice)
4. Reflection – 4:26 (Matthew Wilder, David Zippel)
5. The Summer Knows (featuring Chris Botti) – 4:19 (Michel Legrand, Marilyn Bergman, Alan Bergman)
6. I See the Light (featuring Jacob Evancho) – 4:22 (Alan Menken, Glenn Slater)
7. What a Wonderful World – 4:08 (Bob Thiele, George David Weiss)
8. Se (love theme) (featuring 2Cellos) – 3:28 (Ennio Morricone, Andrea Morricone, Alessio de Sensi)
9. My Heart Will Go On (featuring Joshua Bell) – 5:22 (James Horner, Will Jennings)
10. Come What May (featuring The Canadian Tenors) – 4:52 (David Baerwald, Kevin Gilbert)
11. Some Enchanted Evening – 4:10 (Rodgers e Hammerstein)
12. When I Fall In Love – 4:37 (Victor Young, Edward Heyman)

## Classifiche
| Classifica (2012)           | Posizione raggiunta |
| --------------------------- | ------------------- |
| Stati Uniti (Billboard 200) | 7                   |